# Вейон, Адриан
Адриа́н Вейо́н (фр. Adrien Veillon; 25 ноября 1864, Авай-Лимузин — 24 июня 1931, Париж) — французский микробиолог.

## Биография
Родился 25 ноября 1964 года в Авай-Лимузин в окрестностях города Вьен. В 1890 году поступил в интернатуру в Парижский университет. После окончания университета в 1894 году работал в детской больнице ассистентом Жака-Жозефа Гранше. В 1897 защитил докторскую диссертацию по медицине. Работал в Институте Пастера. Умер 24 июня 1931 года в Париже.

## Научная деятельность
Разработал метод культивирования анаэробных бактерий в пробирках сахарным агаром располагающемся на дне пробирки, получившие название пробирки Вейона. Это изобретение позволило идентифицировать и изучить несколько неизвестных до этого патогенных микроорганизмов. В сотрудничестве с Санчес-Толедо исследовал микробиологические особенности при заражении столбняком. В годы Первой мировой войны (1914—1918) изучал эпидемии войны. Он выделил и описал бактерию вызывающую газовую гангрену (Clostridium perfringens) и улучшил способы борьбы с её развитием в больницах. Способствовал открытию бактериологических лабораторий в госпиталях военной хирургии. В институте Пастера занимался исследованиями экземы, псориаза и волчанки.
В честь Вейона назван род и семейство бактерий Veillonella и Veillonellaceae

### Награды и премии
- Кавалер Ордена Камбоджи (1901)[1].
- Премия князя Монако Альбера I от Национальной медицинской академии (1931)[1].

## Публикации
Автор множества публикаций.
- Sanchez-Toledo D., et Veillon A . Recherches microbiologiques et expérimentales sur le tétanos (фр.) // Archive de Médecine expérimentale  et d'anatomie pathologique. — 1890. — Vol. 2. — P. 709—749.
- Veillon A. & Zuber A. Recherches sur quelques microbes strictement anaérobies et leur rôle en pathologie. (фр.) // Archive de Médecine expérimentale  et d'anatomie pathologique. — 1898. — Vol. 10. — P. 517—545.